# Ищук, Владислав Никонович
Владислав Никонович Ищук (1930—197.) — директор института «Средазнипроцветмет», лауреат Государственной премии СССР 1970 года.
Родился в 1930 году на Западной Украине.
Окончил среднюю школу в Талды-Кургане и в 1953 году — Казахский горно-металлургический институт в Алма-Ате.
Работал на Ачисайском полиметаллическом комбинате: горный инженер, директор рудника Байжансай, в 1964—1970 гг. главный инженер комбината.
Участвовал в совершенствовании методов скоростной проходки горных выработок. Руководил техническим перевооружением комбината.
В 1970 году защитил кандидатскую диссертацию:
- Пути повышения эффективности разработки пологих и наклонных месторождений с использованием высокопроизводительного самоходного оборудования : на примере условий Миргалимсайского месторождения : диссертация … кандидата технических наук : 05.00.00 / В. Н. Ищук. — Москва, 1970. — 240 с. : ил. + Прил. (58 с.: ил.).

С 1970 года директор института «Средазнипроцветмет» (Среднеазиатский научно-исследовательский и проектный институт цветной металлургии, г. Ташкент).
Погиб во время инспекционной поездки по рудникам Таджикистана (вертолёт загорелся при посадке в гористой местности).
Лауреат Государственной премии СССР 1970 года (в составе коллектива) — за разработку и внедрение новой технологии добычи руд с комплексной механизацией процессов горных работ с использованием самоходного оборудования на шахтах Джезказганского ГМК и Ачисайского ПМК.